# A Brand New Day
A Brand New Day – piosenka z 1975 z broadwayowskiego musicalu The Wiz napisana przez Luthera Vandrossa. Utwór został wykonany w filmie, śpiewany przez członków obsady: Dianę Ross, Michaela Jacksona, Nipsey Russell i Teda Rossa. Filmowa wersja została wydana na singlu w niektórych krajach Europy. Singel zadebiutował na pierwszym miejscu w Belgii i Holandii.

## Lista utworów
źródło:
| 1. | A Brand New Day                     | 2:40  |
|    |                                     |       |
| 2. | Liberation Ballet – A Brand New Day | 4:23  |
|    |                                     |       |
|    |                                     | 07:03 |
|    |                                     |       |